# Potsdamdeklarationen

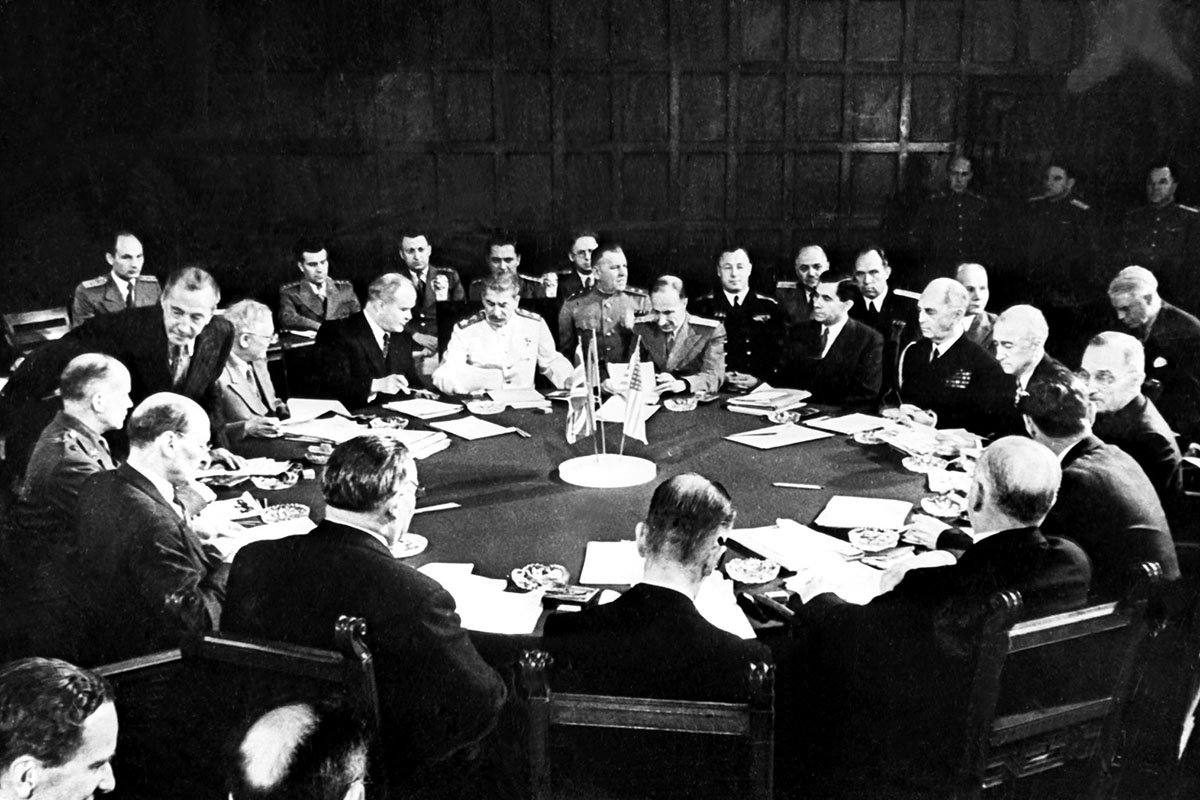

Potsdamdeklarationen var en deklaration utfärdad den 26 juli 1945 av USA:s president Harry S. Truman, Storbritanniens premiärminister Winston Churchill och den kinesiske armégeneralen Chiang Kai-shek. Deklarationen sammanfattade villkoren för Japans kapitulation som de allierade hade beslutat om under den pågående Potsdamkonferensen.
Japan accepterade Potsdamdeklarationens krav först efter kapitulationen som följde USA:s atombombningar av Hiroshima och Nagasaki.